# Орибај
Орибај (фр. Auribail) насеље је и општина у јужној Француској у региону Миди Пирене, у департману Горња Гарона која припада префектури Мире.
По подацима из 2011. године у општини је живело 229 становника, а густина насељености је износила 25,62 становника/km². Општина се простире на површини од 8,94 km². Налази се на средњој надморској висини од 280 метара (максималној 312 m, а минималној 209 m).

## Демографија
| 1962. | 1968. | 1975. | 1982. | 1990. | 1999. | 2011. |
| ----- | ----- | ----- | ----- | ----- | ----- | ----- |
| 152   | 156   | 138   | 120   | 137   | 162   | 229   |

График промене броја становника у току последњих година